# Präludium und Fuge G-Dur BWV 884 (Das Wohltemperierte Klavier, II. Teil)
Präludium und Fuge G-Dur, BWV 884, bilden ein Werkpaar im 2. Teil des Wohltemperierten Klaviers, einer Sammlung von Präludien und Fugen für Tasteninstrumente von Johann Sebastian Bach.

## Präludium
Dieses zweiteilige Präludium, mit 48 Takten, erscheint auf den ersten Anhieb unproblematisch, enthält jedoch einige subtile Ungereimtheiten oder Widersprüche. Der zweite Teil ist mit einer Kadenz nach e-Moll nach 12 Takten zusätzlich gegliedert. Die Sequenzen in Takt 9-11, 33-35 und 37-39 passen nicht in eine regelmäßige Form. Die letzten Takte beider Teile sind transponiert identisch, also auch die trugschlussartige Wendung in Takt 14 bzw. 46.
Bei den nur selten unterbrochenen Terz- und Sextparallelen müssen sich die Spieler entscheiden, wann den Achteln oder den in den Sechzehnteln enthaltenen Linien der klangliche Vorrang einzuräumen ist.

## Fuge
Das Thema ist eines der längsten im Wohltemperierten Klavier. Seine ununterbrochenen Sechzehntel umspielen zunächst den Tonika-Dreiklang, danach im Sekundabstand versetzte Septimenakkorde und enden in Tonleitern, die in die Dominante D-Dur modulieren. Clemens Kühn schreibt dazu in seiner Formenlehre der Musik folgende Kritik: „Die Länge des Themas (steht) in seltsamem Widerspruch zur Kürze der Fuge... Als Fugenthema ist dieser akkordische, rhythmisch profillose Anfang eine Zumutung... die Satzart lässt eher an Präludium, Toccata oder Konzert... denken... Diese Fuge will aber gar nicht ‚Fuge‘ sein.“ Der hier zu Grunde liegende Begriff von ‚Fuge‘ ist offenbar an einem abstrakten Modell orientiert, dem auch Bach nicht immer entspricht. Die 48 Fugen des Wohltemperierten Klaviers bieten einen Reichtum und eine Vielfalt, die nicht dazu veranlassen sollten, Anstoß an Stücken zu nehmen, die vorgefassten Meinungen nicht entsprechen.
Die dreistimmige Fuge ist in einer Frühfassung BWV 902 als Fughetta überliefert, die nur 60 Takte enthielt. Bach hat die Endfassung nicht nur auf 72 Takte erweitert, sondern durch zahlreiche Einzelheiten den Satz verfeinert: melodische Linienführung auf den Spitzenton h2 ab dem dritten Themeneinsatz, Einfügung eines Orgelpunkts ab Takt 56. Takt 62-64 enthält einen virtuosen aufsteigenden 32stel-Lauf, der mit einem absteigenden Lauf im vorletzten Takt abgefangen wird und das Stück vor einem Versinken in Tiefe und Dunkel bewahrt.